# 梅基嫩萨
梅基嫩萨，是西班牙阿拉贡自治区萨拉戈萨省的一个市镇。 总面积307平方公里，总人口2486人（2001年），人口密度8人/平方公里。
位于埃布罗（Ebro）和塞格雷（Segre）这三条河流的汇合处，不久之前就收到了辛卡（Cinca）的水域。其市政期限为307.45平方公里。其水库名为Mar deAragón，建于1957年至1964年之间，容量为15.3亿立方米，是西班牙最大的水库之一。

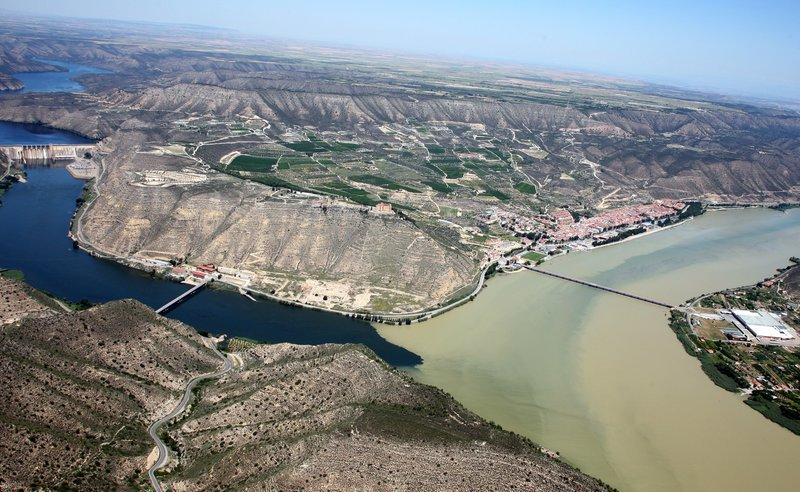

它独特而独特的地理位置影响了它的历史，语言和居民的性格。 Mequinenza位于两个大水域之间，Mequinenza水库和Riba-roja水库是钓鱼爱好者的真正天堂。它有一个桨和独木舟比赛场，因其出色的通达性，稳定的水位和水库两岸的体育设施而被认为是欧洲最好的之一。
2月的第一个周末，圣布拉斯（San Blas）和圣阿格达（Santa Águeda）举行了冬季庆祝活动，庆祝了手工服装比赛的举行，宣布了阿拉贡旅游胜地
史前史
在梅奎恩扎发现的各种考古学证据证实，自史前以来，塞格里河，辛卡河和埃布罗河成为其居民生活的来源。
在河流附近发现的石器碎片可以追溯到旧石器时代中期（公元前80,000 / 30,000年）梅金恩扎的第一批定居者的存在。尼安德特人的这些小团体以猎人，渔民和采集者的生活方式过着游牧生活。
在新石器时代（公元前5500年/ 2500年），考古发现的数量和种类要多得多。它是第一个稳定或久坐的定居点。从这个时候起，Vallfera矿的Riols I和Barranco的矿床就很可观了。
它是在胆石器时代和青铜器时代（2,500 /公元前1,000年），那里有一个重要的岩石艺术样本散布在外套和岩石中，这些都是红色的示意图或抽象风格的图像，其中仅显示每个图的基本线条（Sierra de los Rincones I，Barranco de la Plana I和II ...）。在这些图形表达中添加了几组史前雕刻，并在岩石表面上雕刻了图案（Vallmajor I，Mas de Fayonet和Vallperera）。所有这些遗产都被保护为文化趣味商品。
Los Castellets的考古遗址是缸田文化的最具代表性的遗址。它由一个有城墙和护城河，焚烧的墓地大墓葬和焚化的巨大墓地的小镇组成，其材料可追溯到中古铜直到伊比利亚文化（公元前1500年至500年） 。两个葬礼仪式的同时存在，使其成为埃布罗盆地的独特遗址。
罗马时代
在Castellets的伊比利亚定居点中，装饰着的“sigillata”陶瓷碎片的存在以及安菲尔遗迹的残留，表明在共和党或罗马帝国时代的高贵时期被重新占领。
另外，在“ Poble Vell”和Mequinenza城堡周围发现的陶瓷和硬币遗物表明，在与庞培，阿弗拉姆和彼得雷约将军发生冲突后，朱利奥·塞萨尔（Julio Cesar）的部队可能占领了这个空间。在不同版本的著作“ C. Juli Caesaris rerum ab se gestarum评论”中，提到了各种历史学家对Mequinenza所使用的Octogesa（Otobesken，Octogesam，Ottogesa等）的人口。
伊斯兰时代
大多数学者都认为，Mequinenza的声音来自柏柏尔部落BanúMiknasa的名字。它归因于它的某些组成部分，来自北非（目前称为马格里布）领土，他在714至719年之间征服或建立了它，并将其命名为Miknasa az Zaytun。
梅奎恩扎（Mequinenza）是具有双重战略和经济价值的一流飞地，它是设防工事网的一部分，建于850至950之间，其在埃布罗（Ebro）的地理位置使它能够对河流通讯进行严格控制。
伊斯兰文化知道如何创造和调整水的收集，提升，储存和分配所必需的手段和技术资源。古老的梅奎恩扎果园有一个宏伟的摩天轮或回指，一直持续到它与安祖德一起埋在梅奎恩扎沼泽的水底之下。
在十一世纪的后半叶，梅基恩扎堡垒被认为是该地区最重要的三个堡垒之一。尽管阿方索一世在1133年占领了它，但在1136年被他的兄弟拉米罗二世（Ramiro II）夺走了。1149年10月，它最终被拉曼·贝伦格四世（RamónBerenguer IV）命令的加泰罗尼亚人和阿拉贡人组成的一支基督教军队攻克了。这意味着在梅基恩扎四个世纪以来伊斯兰统治的终结。
阿拉贡王冠
别墅的新居民虽然大多讲加泰罗尼亚语，但自那时起就由萨拉戈萨管辖，并隶属于莱里达教区，缴纳什一奉献和初熟果。向穆斯林征收的税款的一部分，注定要交给莱里达大教堂的慈善机构。
自1162年以来，Mequinenza的海关港口被记录为货物的过境。
Mequinenza于1243年成为Moncada家族的一部分。在此之前，它曾由RamónBerenguer IV和Petronila，Alfonso II和DoñaSancha或Urgell Counts统治。
在蒙卡达（Moncada）领土期间，相关的富瓦（Foix）和恩坦扎（Entenza）家庭参加冲突的情况。埃里森达·蒙卡达（Elisenda de Moncada）于1322年与海梅二世国王结婚时，为嫁给塞洛斯（Seròs）和梅奎恩扎（Mequinenza）领主作了嫁妆。看来，当君主去世时（1327年），该镇传回了Moncada一家，特别是Aitona的IV领主Oto el Viejo。
但是，十五世纪初最显眼的当地时刻无疑是在“ interregno”（所谓的“梅基恩扎议会”）召开的时期（这段时期从1410年马丁没有人继承而去世，直到费尔南多当选）我在1412年在卡斯珀（Caspe）。在整个1411年，Jaime de Urgell事业的崇高支持者在梅奎恩扎（Mequinenza）反复会面，以回应著名的阿尔卡尼兹议会的正式召集（最终将在1412年的卡斯佩承诺中成立）。

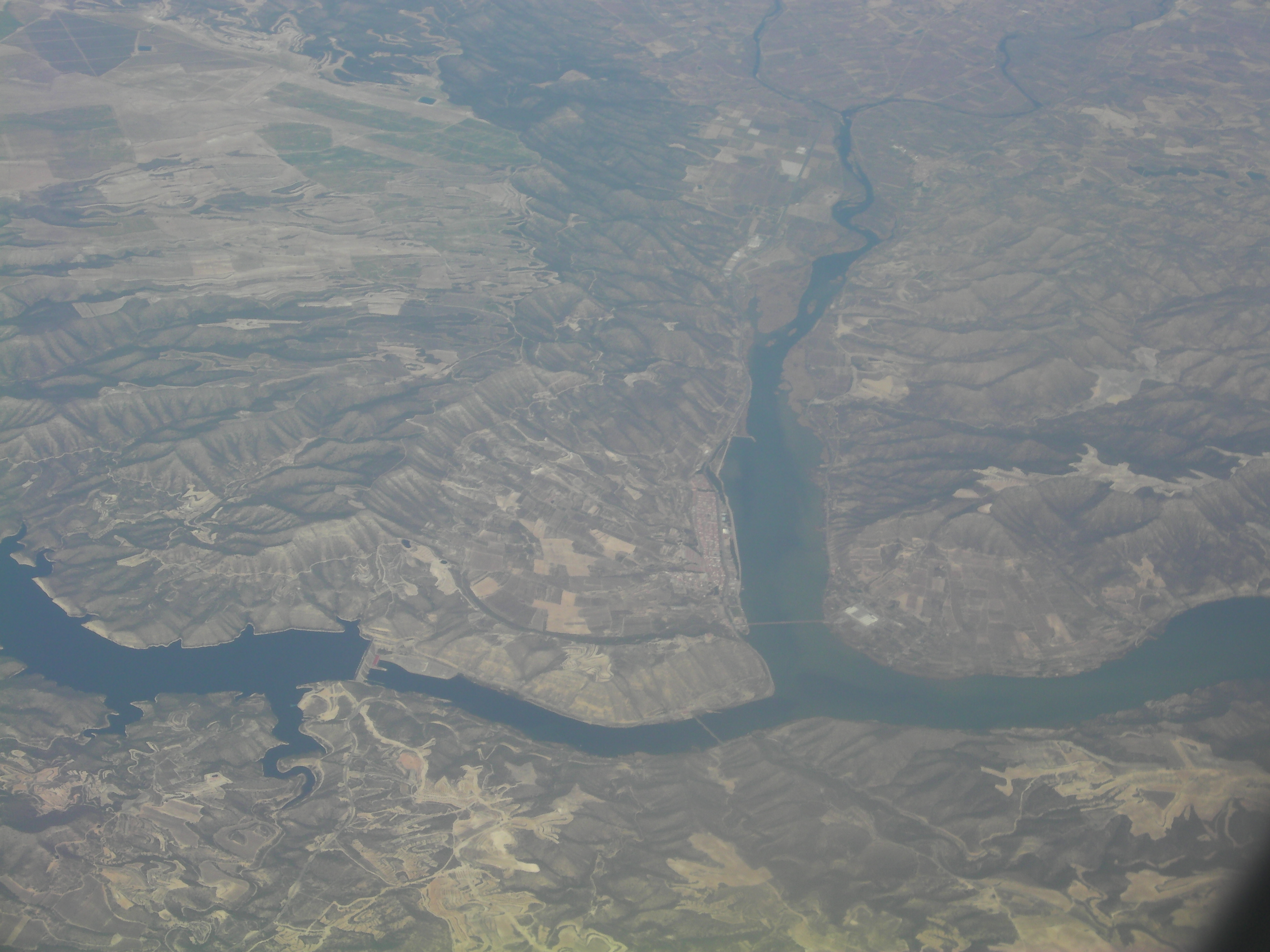
Aiguabarreig Mequinenza

在1492年，梅奎恩扎（Mequinenza）是天主教君主驱逐的犹太人的重要通道，他们沿着河不得不通过托尔托萨（Tortosa）到达大海，在那里他们朝各个方向前进。
现代时代
对于阿拉贡的经济，文化和人口统计学而言，严重后果意味着1492年犹太人被大驱逐出该国，1610年4月17日成为皇家，下令驱逐摩尔人（穆斯林西班牙人受洗后， （1502年2月14日天主教君主的务实），迈奎恩扎（Mequinenza）的军队被转移到阿尔法克（Alfaques）港口，并在那里向非洲北部进发，它们的离开对农业生产和税收都产生了负面影响。
梅奎恩扎（Mequinenza）除了遭受瘟疫，饥荒和猎物的折磨外，还经历了不同的战争冲突：加泰罗尼亚内战（1462-1472），分裂国家战争（1640-1652）和继承战争（1705-1714）。在最后一次对抗中，梅奎恩扎城堡仍然忠于波旁王朝，仅在1707年的短时间内就掌握在澳大利亚人手中。
奥尔良公爵派遣扩大和加强了平行于埃布罗（Ebro）的旧路的坚固路段，以连接梅基恩扎（Mequinenza）和托尔托萨（Tortosa），从而为在两个人口之间穿行的驳船提供了保护。
振兴阿拉贡经济的一种方法是使埃布罗通航至海上。从这个意义上讲，已经执行了多个项目，因此在1677-1678年，它被Aragonese法院批准，由工程师LuisLiñánVera和建筑师Felipe BusignanBorbón进行了一项研究。并在1738年。工程师Rodolfi和Lanas估计，要在埃布罗河上航行，大约需要400万比索。
独立战争
在西班牙启蒙运动发展时期之后，独立战争就开始了，与法国侵略者发生了几次对抗。在萨拉戈萨投降后（1809年2月），梅奎恩扎（Mequinenza）的志愿者参加了防御，法国将他们的部队引向了这个城镇，因为它被认为是具有高度战略意义的地方。在几次不成功的奔波之后，苏塞元帅下令（1809年5月）穆尼尔（Musnier）将军接管了要塞，然后由卡彭上校指挥。 Musnier的部队由Mont-Marie旅和Rogniat将军组成，其中约5,000名士兵抵制Coal可用的1,200名士兵，在法国部队进行了3次袭击和19天的包围之后，他们投降了该广场。
萨拉戈萨盛大庆祝Mequinenza的夺取。曼努埃尔·德·伊西多罗·德·阿塞德·维拉格拉萨（Manuel de Isidoro de Ased y Villagrasa）负责将其反映在书中（1810年）。这个地方对法国人的重要性如此之大，以至于它的名字以及对拿破仑的其他征服，在巴黎凯旋门中很显眼。
20世纪
挖矿

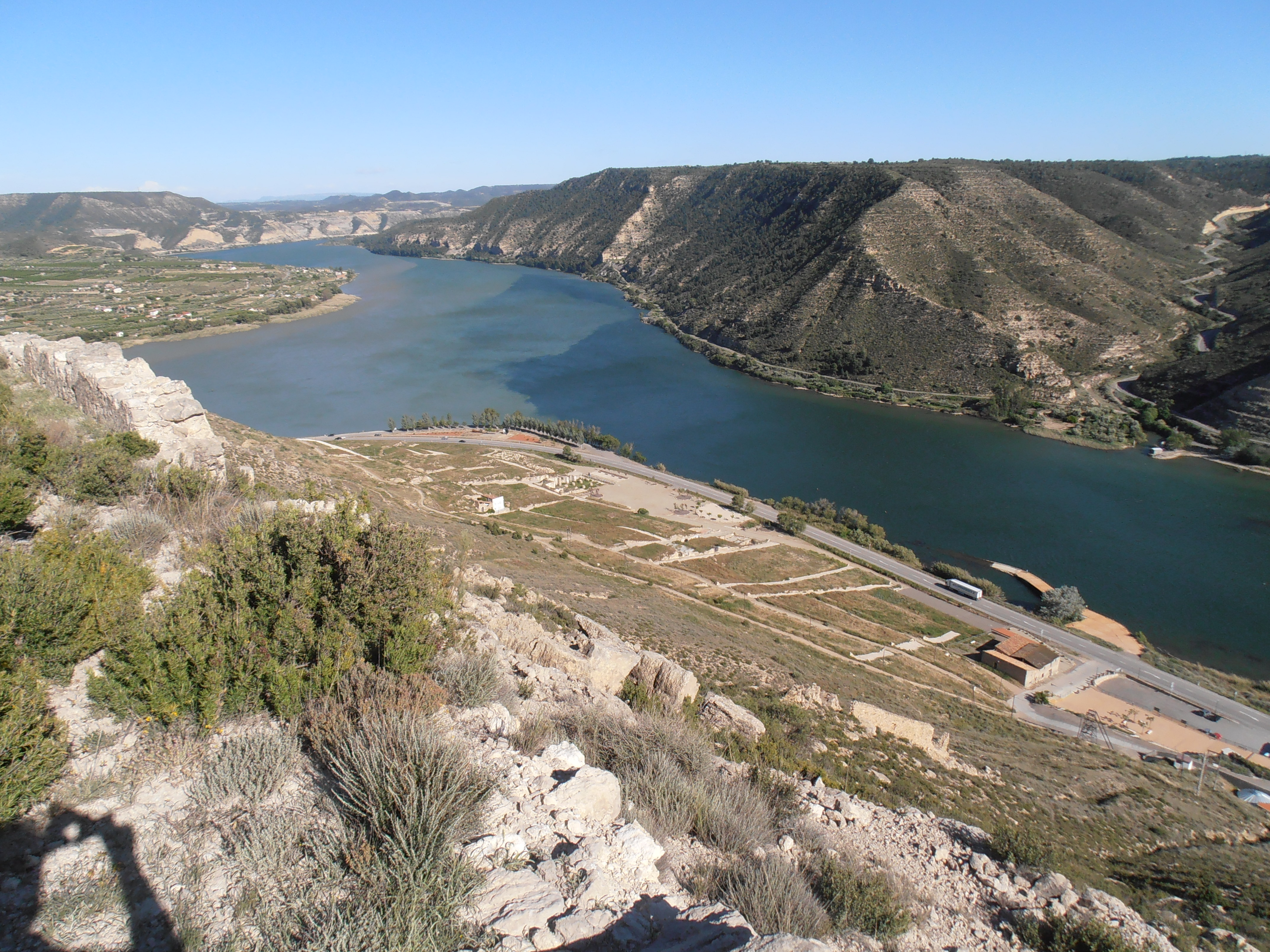

第一次世界大战期间，在梅奎恩扎（Mequinenza）矿山开采褐煤（始于19世纪中叶）取得了决定性的繁荣，因为在竞赛的年代中，前几年
比赛前，Mequinenzana盆地的产量占全国总量的30％，而这仅占7％。据估计，这种增长导致了3,000多名工人的到来。褐煤基本上是由埃布罗（Ebro）在llaüts中运输的，这增加了这些船只的船队。
战争的结束是该地区采矿业的挫折。一些农场关闭了，矿工的游行意味着人口减少了20％。那时镇上有六个石油工厂，两个面粉厂和一个甘草，直到1940年代都具有足够的意义。
Primo de Rivera的军事专政
梅里恩扎（Priquin de Rivera）军事独裁时期，梅奎恩扎（Mequinenza）见证了两个重要项目的诞生：一个学校团体和一座横跨埃布罗河（Ebro River）的桥梁。1927年4月4日开始的第一个项目的实现以非常特殊的方式做出了贡献。玛丽亚·金塔纳（Maria Quintana）这座桥距离塞格雷（Segre）和埃布罗（Ebro）交汇处约300 m，由工程师亚历杭德罗·门迪扎巴尔（AlejandroMendizábal）设计，于1929年3月25日开放。
内战
1938年3月9日，佛朗哥在阿拉贡战线发动攻势。 1938年3月27日，共和党人在飞行途中飞越埃布罗大桥上数小时后，他从特鲁埃尔（Teruel）向塞格雷（Segre）和埃布罗（Ebro）迅速前进，于1938年3月27日进入弗朗哥在梅奎恩扎的部队。漫长而血腥的内战，即埃布罗战役，从梅奎恩扎到托尔托萨，人民军在埃布罗右岸发动了进攻，共和军第42师穿越了三个河段，其中一个被占领Auts的高处，位于人口的南部。 8月6日，发生了佛朗哥（Franco）反击行动，这很快使Fayón和Mequinenza之间的股票市场减少。
冲突后，邻国经历了战后的严峻形势，埃布罗另一侧废弃了许多农作物，几年后，由于第二次世界大战造成的形势，对煤炭的需求增加使情况有所恢复。经济的别墅。
水库
水库

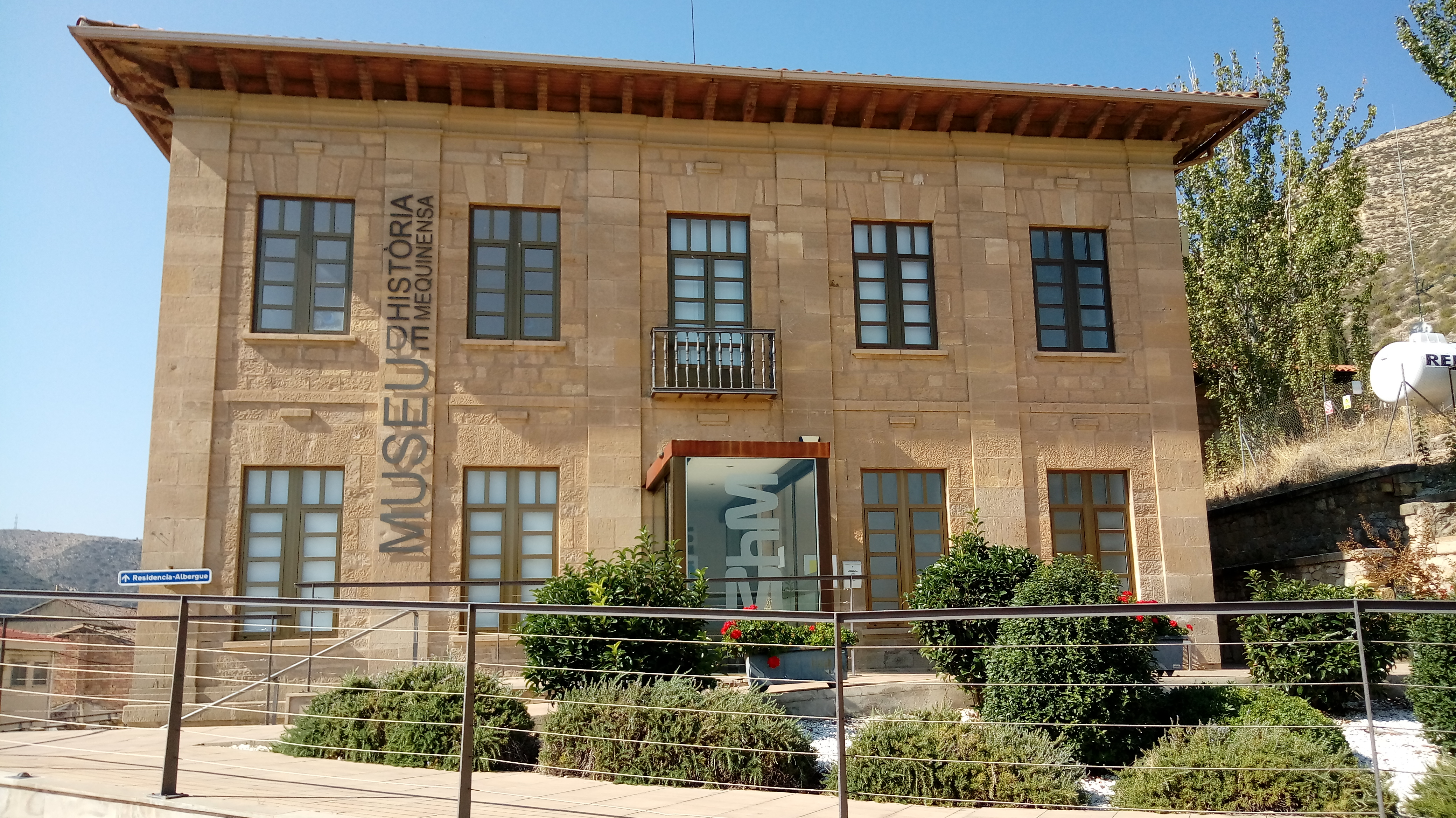
梅基恩扎博物馆

河流航行的危机，与铁路缺乏竞争性，以及电能的引入，导致水电投资资本将目光投向了埃布罗及其支流。自20世纪初以来，不同的公司一直在做出让步，以利用南部Ebro de Mequinenza河的几条优势。

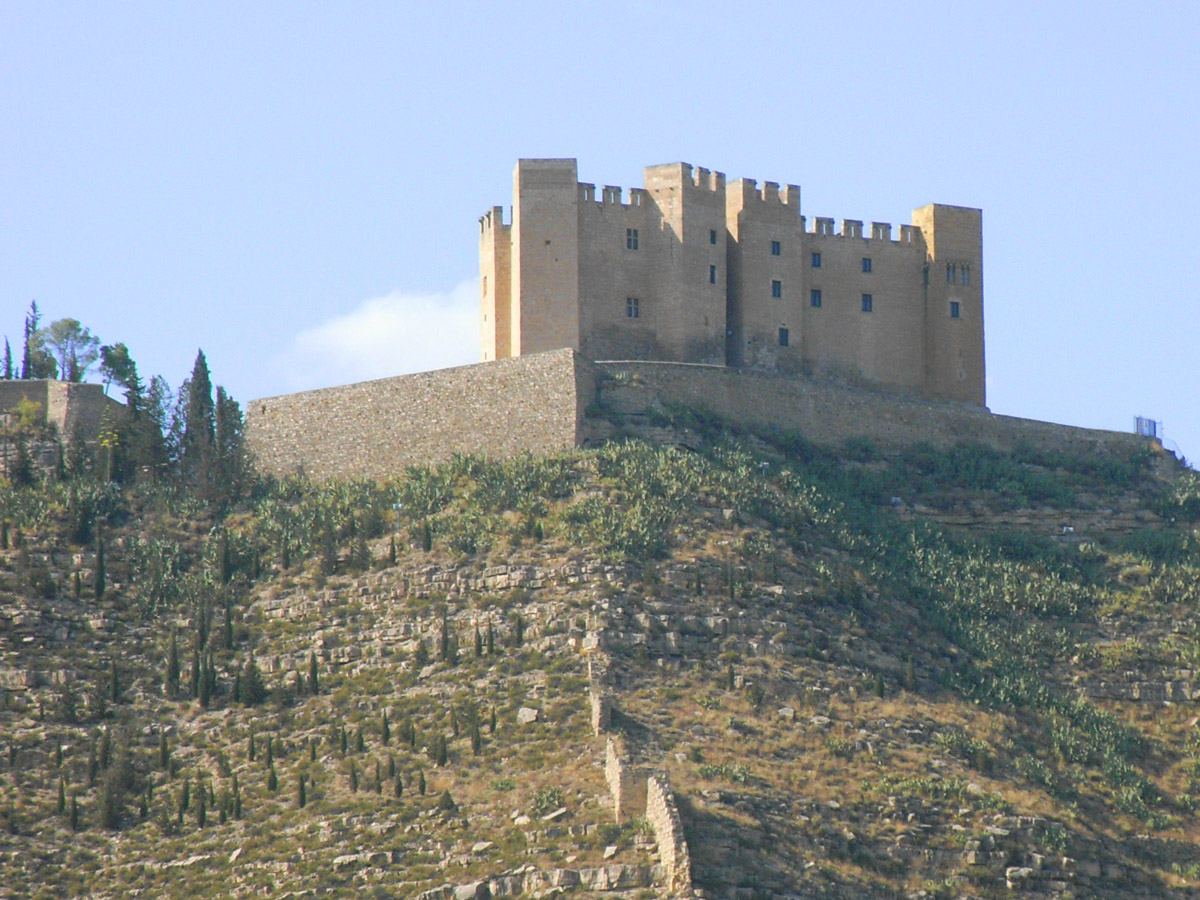

经过几次失败的项目后，内战后成立的国立工业研究院（INI）委托Empresa NacionalHidroeléctricadel Ribagorzana S.A. （ENHER）Mequinenza和Ribarroja水库项目。第一座建于1957年至1964年之间，产生了称为阿拉贡海的巨大水域。 Mequinenza水力发电厂是阿拉贡自治区最大的。它的装机容量为324兆瓦，占总区域的27％。
开始了梅奎恩扎大坝的工程，埃布罗下游的里巴尔罗亚水库的修整工程也开始了，这项工程遭到了梅奎恩扎居民的强烈拒绝，他们努力地看到他们的海拔降低以防止洪水泛滥。地区尽管得到了社会的回应，这项工作还是在1969年完成，带来了可怕的后果。

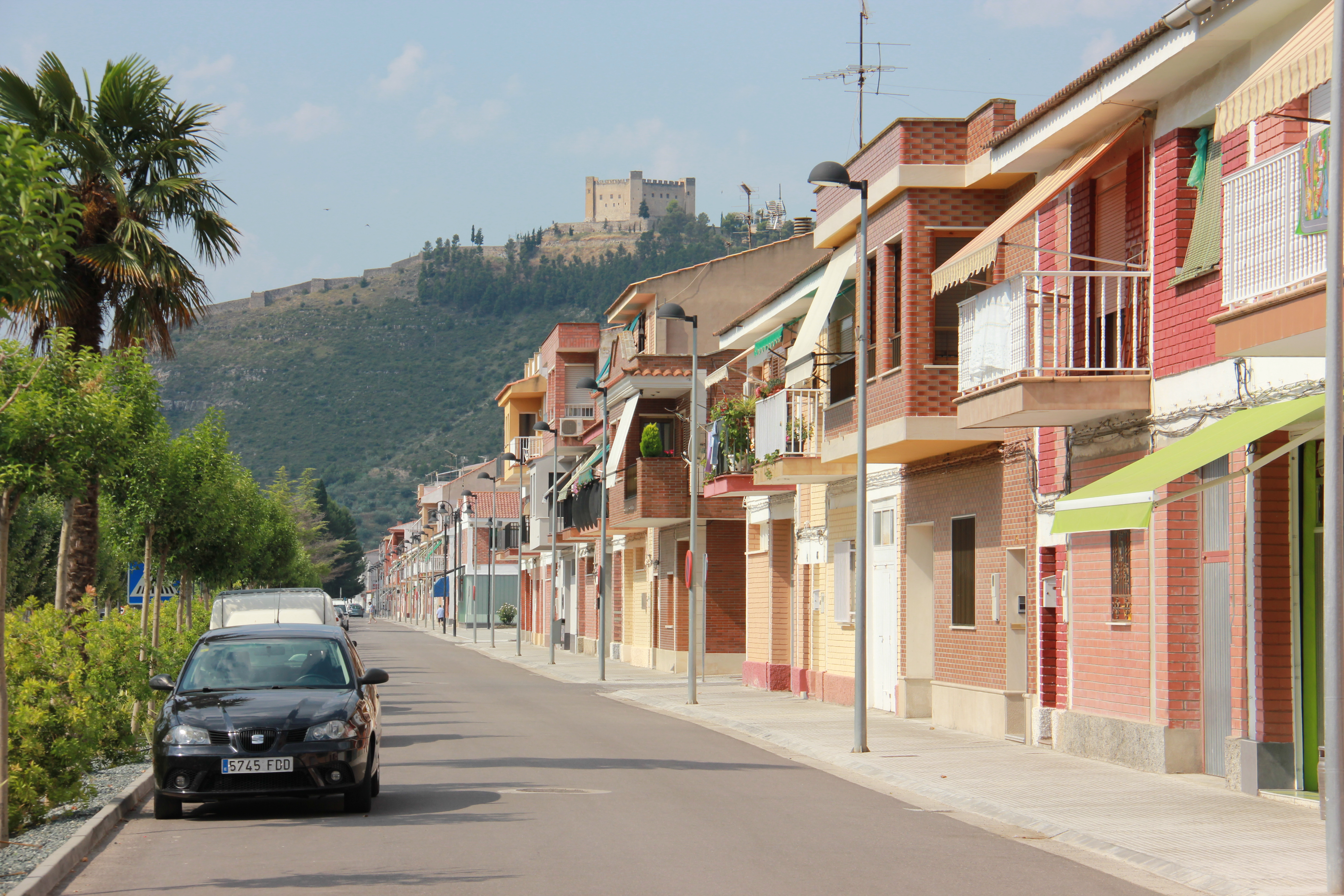

面对不确定的未来，许多居民被迫移民，人口减少了不到十年的一半。移民的主要目的地是邻国加泰罗尼亚。一些矿工也在其他国家（比利时，德国...）寻找工作。其余的人不得不掩埋痛苦，这意味着巨大的损失，因此他们不得不继续前进。
1974年底，大多数人口已经安装在新房中，梅奎恩扎（Mequinenza）可能成为西班牙第一个所有居民均为其房屋所有人的城镇。
Mequinenzanos的战斗力和顽强性格是一个挑战，他知道该如何勇往直前，现代的Mequinenza就是一个例子，这是现代人口，具有不同的行业，并且与河流建立了新的可盈利的关系。

## 友好城市
- 法國 布雷叙尔